# ¡¡Esto sí se hace!!
¡¡Esto sí se hace!! es una película española de comedia estrenada el 22 de junio de 1987, escrita y dirigida por Mariano Ozores y protagonizada en los papeles principales por Antonio Ozores, Juanito Navarro, Adriana Vega y Fedra Lorente.
Se trata de una adaptación al cine de la obra teatral o revista musical Reír más es imposible.
El título de la película hace referencia (con una pequeña variación) a la famosa muletilla de las intervenciones de Antonio Ozores en la subasta del concurso Un, dos, tres... responda otra vez.

## Sinopsis
Fabián y Casimiro, dos hombres casados y respetables, tienen aventuras con otras mujeres de vez en cuando y nunca habían sido descubiertos. El problema empieza para Fabián cuando es descubierto con las manos en la masa por su mujer Adela y la amiga de esta, Martirio. En ese momento empiezan planear la venganza y Adela, incitada por Martirio, decide devolverle la pelota a Fabián con su mejor amigo. Es entonces cuando Fabián, conocedor del plan de su mujer, encuentra a Casimiro para que le ayude.

## Reparto
| Pista            | Título             |
| ---------------- | ------------------ |
| Antonio Ozores   | Casimiro Gachas    |
| Juanito Navarro  | Fabián Mazorla     |
| Adriana Vega     | Adela              |
| Fedra Lorente    | Martirio           |
| Rosina Pantoja   | Amante de Fabián   |
| Alfonso del Real | Bartolo            |
| Rafaela Aparicio | Paca               |
| Rafael Hernández | Alcalde            |
| Marga Herrera    | Pepita             |
| Prado Rivera     | Amante del Alcalde |
| Luisa Armenteros | Carlota            |